# Мова ніжності (фільм)
«Мова ніжності» (англ. Terms of Endearment) — американський фільм-драма 1983 року режисера Джеймса Брукса. Екранізація однойменного роману Ларі Мак-Мертрі.

## Короткий сюжет

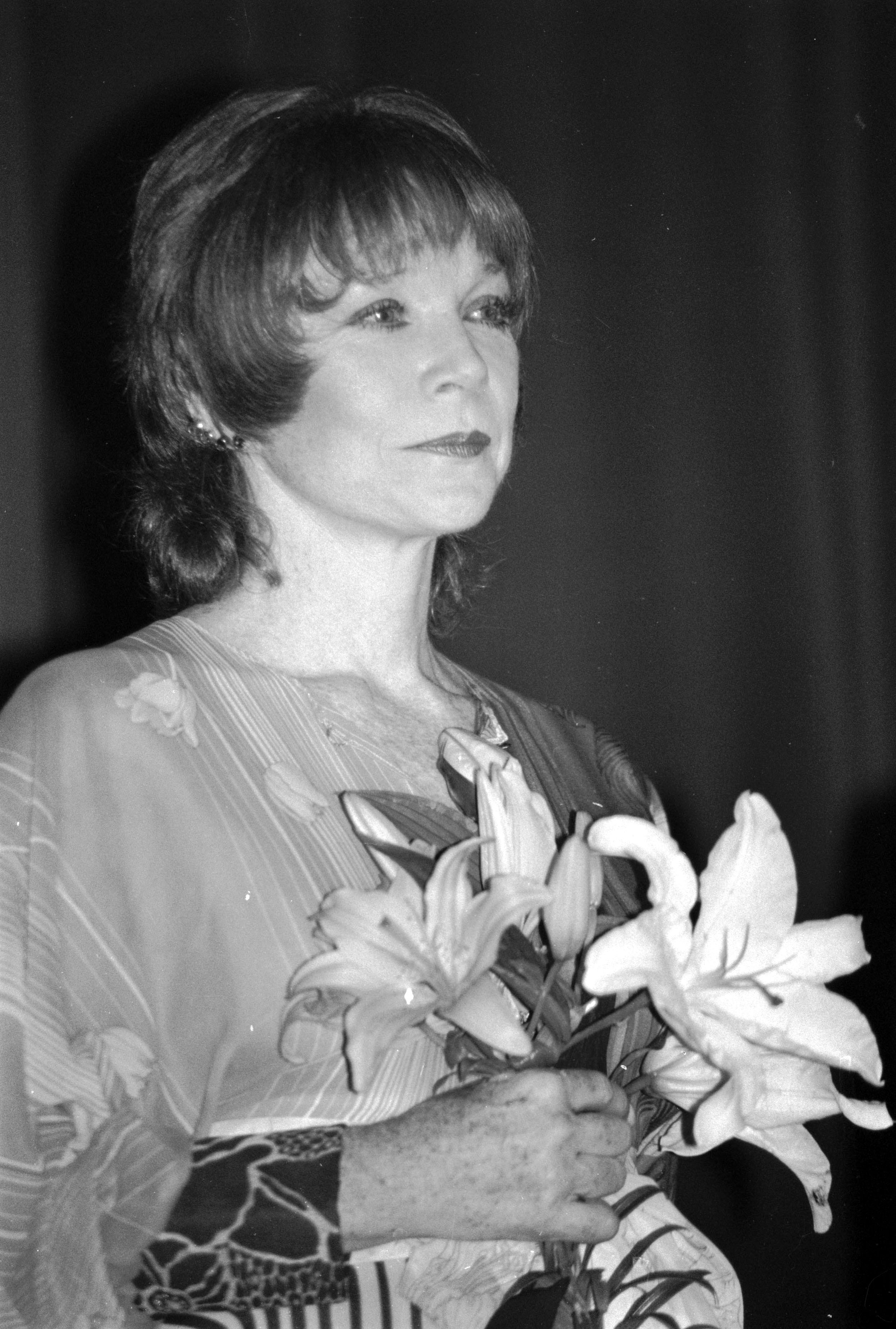
Ширлі Маклейн. 1987

У фільмі розповідається про пошуки кохання двох жінок — матері Аврори (Ширлі Мак-Лейн) і її дочки Емми (Дебра Вінгер). У кожної жінки свої причини для радості та розчарувань. Аврорі важко погодитися з тим, що її дочка починає жити власним, незалежним життям. У її самотнє життя трохи комфорту приносять стосунки з сусідом, колишнім астронавтом — Гаретом (Джек Ніколсон).

## Ролі виконували
- Ширлі Мак-Лейн — Аврора Грінвей
- Дебра Вінгер —  Емма Грінвей-Гортон
- Джек Ніколсон —  Гарет Брідлав
- Джефф Денієлс —  Флеп Гортон
- Денні Девіто —  Вернон Даларт
- Джон Літгоу —  Сем Бернс

## Нагороди
- 1983 Премія Гільдії режисерів Америки:
  - за видатні режисерські досягнення в кінематографії — Джеймс Брукс
- 1983 Премія «Оскар» Академії кінематографічних мистецтв і наук:
  - Премія «Оскар» за найкращий фільм — Джеймс Брукс
  - Премія «Оскар» за найкращу режисерську роботу — Джеймс Брукс
  - Премія «Оскар» за найкращу жіночу роль — Ширлі Мак-Лейн
  - Премія «Оскар» за найкращу чоловічу роль другого плану — Джек Ніколсон
  - Премія «Оскар» за найкращий адаптований сценарій — Джеймс Брукс
- 1983 Премія «Золотий глобус» Голлівудської асоціації іноземної преси:
  - Премія «Золотий глобус» за найкращий фільм — драма
  - Премія «Золотий глобус» за найкращу жіночу роль — драма — Ширлі Мак-Лейн
  - Премія «Золотий глобус» за найкращу чоловічу роль другого плану — Джек Ніколсон
  - Премія «Золотий глобус» за найкращий сценарій — Джеймс Брукс
- 1983 Премія Товариства кінокритиків Нью-Йорка (NYFCC):
  - за найкращий фільм — Джеймс Брукс
  - найкраща акторка (New York Film Critics Circle Award for Best Actress[en]) — Ширлі Мак-Лейн
  - найкращий актор (New York Film Critics Circle Award for Best Supporting Actor[en]) — Джек Ніколсон
- 1983 Премія Асоціації кінокритиків Лос-Анджелеса:
  - Премія Асоціації кінокритиків Лос-Анджелеса за найкращий фільм
  - найкращій акторці — Ширлі Мак-Лейн
  - найкращому акторові другого плану — Джек Ніколсон
  - найкращому режисерові — Джеймс Брукс
  - за найкращий сценарій — Джеймс Брукс

- 1983 Премія Національна спілка кінокритиків США:
  - найкраща акторка (National Society of Film Critics Award for Best Actress[en]) — Дебра Вінгер